# 51-es busz (Budapest)
A budapesti 51-es jelzésű autóbusz Kőbánya, városközpont és Csepel, Szent Imre tér között közlekedett. A vonalat a Budapesti Közlekedési Zrt. üzemeltette.

## Története
1949. május 2-án indult el az 51-es busz a Csepel, Szent Imre tér – Pesterzsébet, Kossuth Lajos utca – Kispest, Hunyadi utca – Lehel utca – Kőbánya, Gyömrői út – Új köztemető útvonalon. 1955. szeptember 26-án útvonala Kőbányán a Gyömrői út – Vaspálya utca – Pongrác út – Tomcsányi (ma Salgótarjáni) utca vonalvezetésre módosult. Az évtized végén már csak a Zalka Máté (mai Liget) térig közlekedett.
Mivel a buszok a Vasgyár utcai vasúti átjárónál akár 10-15 percet is várakozhattak, útvonalát 1976. április 1-jén Csepel, Szent Imre tér – Pesterzsébet, Kossuth Lajos utca – Kispest, Ady Endre út – Kőbánya, Kőér utca – Mázsa tér vonalvezetésre módosították, a kieső szakaszon a 17A viszonylat közlekedett tovább. 1978. december 27-étől a buszok a Csepel, Szent Imre tér – Sibrik Miklós úti felüljáró (Kőbánya-Kispest) – Kőbánya, Zalka Máté tér útvonalon, illetve 1979. november 7-étől az új Gubacsi hídon át közlekedtek.
2001. szeptember 3-ától csúcsidőszakokban Csepel, Határ utca végállomásig meghosszabbítva közlekedett, 151-es viszonylatszámmal. 2008. szeptember 5-én megszűnt, helyette teljes üzemidőben a 151-es busz közlekedik.

## Útvonala
| Csepel, Szent Imre tér felé | Kőbánya, városközpont felé |
| --- | --- |
| Kőbánya, városközpont vá. – Korponai utca – Vaspálya utca – Gyömrői út – Sibrik Miklós úti felüljáró – Szabó Ervin utca – Kossuth tér – Báthory utca – Ady Endre út – Hunyadi utca – Nagysándor József utca – Helsinki út – felüljáró – Gubacsi híd – Duna utca – Ady Endre út – Kossuth Lajos utca – Koltói Anna utca – Csepel, Szent Imre tér vá. | Csepel, Szent Imre tér vá. – Tanácsház utca – Kossuth Lajos utca – Ady Endre út – Duna utca – Gubacsi híd – felüljáró – Topánka utca – Baross utca – Kossuth Lajos utca – Helsinki út – Nagysándor József utca – Hunyadi utca – Ady Endre út – Kisfalud utca – Simonyi Zsigmond utca – Bartók Béla utca – Sibrik Miklós úti felüljáró – Gyömrői út – Vaspálya utca – Korponai utca – Kőbánya, városközpont vá. |

## Megállóhelyei
| 0  | Kőbánya, városközpont végállomás                       | 40 | 9, 62, 95, 117, 185, 217, 217E 3, 28, 62, 62A Kőbánya alsó                                  |
| 2  | Vaspálya utca (↓) Liget tér (↑)                        | 38 | 117, 217E                                                                                   |
| 3  | Kelemen utca                                           | 37 | 117                                                                                         |
| 4  | Kőér utca                                              | 36 | 117                                                                                         |
| 5  | Gyógyszergyár                                          | 35 | 117, 217E                                                                                   |
| 6  | Diósgyőri utca                                         | 34 | 117, 217, 217E                                                                              |
| 7  | Vasgyár utca                                           | 33 | 117, 217                                                                                    |
| 8  | Sibrik Miklós út (↓) Sibrik Miklós út (Gyömrői út) (↑) | 31 | 68, 85, 117, 217, 217E                                                                      |
| 9  | Felüljáró (↓) Gyömrői út (↑)                           | 30 | 68, 85, 98                                                                                  |
| 10 | Kőbánya-Kispest                                        | 29 | 48, 68, 85, 85, 93, 98, 98, 136, 182, 184, 193E, 200, 282E, 284E, Keresztúr Kőbánya-Kispest |
| ∫  | Soós utca                                              | 28 | 48, 68, 93                                                                                  |
| 11 | Kossuth tér (↓) Simonyi Zsigmond utca (↑)              | 27 | 48, 68, 93 50                                                                               |
| 13 | Ady Endre út (↓) Kisfaludy utca (↑)                    | 25 | 48, 68 42                                                                                   |
| ∫  | Ady Endre út                                           | 23 |                                                                                             |
| 15 | Áchim András utca                                      | 22 |                                                                                             |
| 16 | Hunyadi tér                                            | 21 | 99, 194                                                                                     |
| 18 | Nagykőrösi út                                          | 20 | 54, 55, 84E, 89E, 99, 154, 154A, 154B, 294E                                                 |
| 19 | Mártírok útja (↓) Zalán utca (↑)                       | 19 | 99, 123                                                                                     |
| 20 | Jókai Mór utca (↓) Lázár utca (↑)                      | 18 | 23, 23E 21, 52                                                                              |
| 23 | Török Flóris utca                                      | 15 | 35 21, 52                                                                                   |
| 24 | Baross utca (↓) Vörösmarty utca (↑)                    | 13 | 36                                                                                          |
| 25 | Attila utca                                            | 12 | 36                                                                                          |
| 27 | Pesterzsébet vasútállomás                              | 11 | 66, 119, 166 Pesterzsébet                                                                   |
| ∫  | Baross utca                                            | 8  | 23, 35, 36, 48, 119, 166                                                                    |
| 28 | Csepeli átjáró                                         | ∫  | 35, 36, 48, 119                                                                             |
| 30 | Sósfürdő                                               | 7  | 35, 36, 48                                                                                  |
| 31 | Papírgyár                                              | 6  | 36, 48                                                                                      |
| 32 | Védgát utca                                            | 5  | 36, 48                                                                                      |
| 34 | Kossuth Lajos utca (↓) Ady Endre út (↑)                | 3  | 35, 36, 48, 179                                                                             |
| 36 | Koltói Anna utca                                       | ∫  | Csepeli HÉV 35, 36, 38, 48, 52, 71, 138, 152, 159, 179                                      |
| ∫  | Szent Imre tér                                         | 1  | Csepeli HÉV 35, 36, 38, 48, 52, 71, 138, 152, 159, 179                                      |
| 37 | Csepel, Szent Imre tér végállomás                      | 0  | Csepeli HÉV 35, 36, 38, 48, 52, 71, 138, 152, 159, 179                                      |